# 中国共产党第二届中央执行委员会
中国共产党第二届中央执行委员会是1922年7月由中国共产党第二次全国代表大会选举产生的中国共产党中央执行委员会。其任期至1923年6月。

## 人员
其组成人员为：
- 中央执行委员会委员长：陈独秀
- 中央执行委员会委员（5人）：陈独秀　李大钊　蔡和森　张国焘　高君宇

| 陈独秀 | 李大钊 | 蔡和森 | 张国焘 | 高君宇 |

- 中央执行委员会候补委员（2人）：邓中夏　向警予

| 邓中夏 | 向警予 |